# Bad Zell
Bad Zell je městys v rakouské spolkové zemi Horní Rakousy, v okrese Freistadt. Obec se nachází v soudním okrese Perg. V roce 2012 zde žilo 2 762 obyvatel.

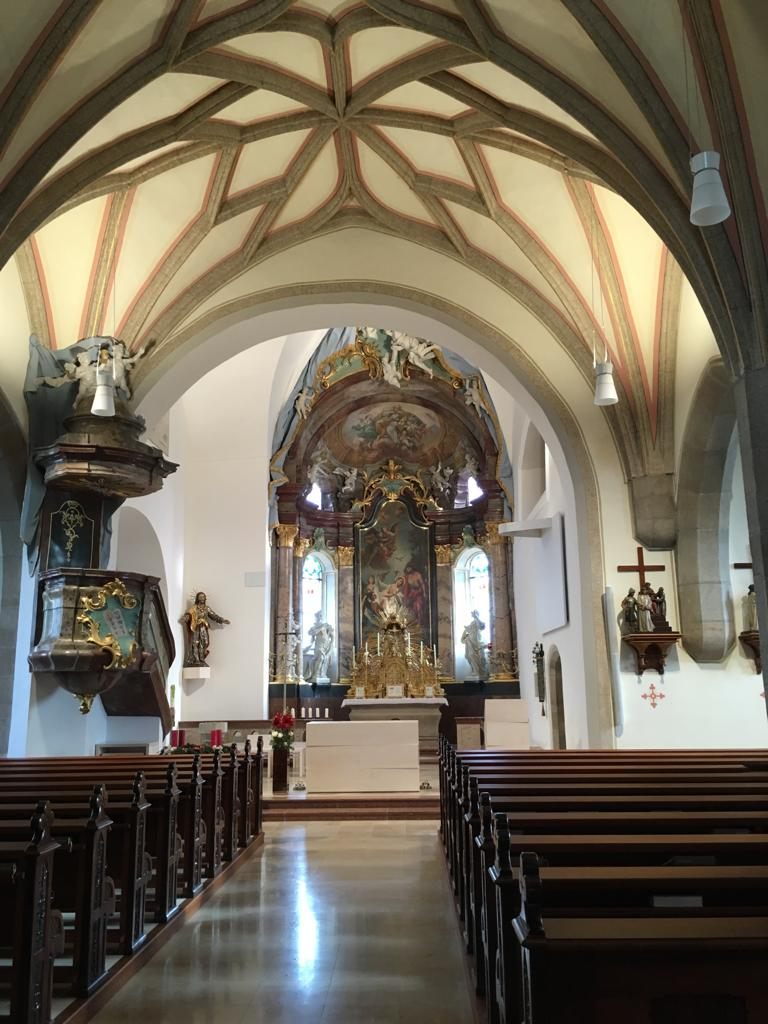
Interier kostela sv. Jana Křtitele

Území obce se skládá z katastrálních území  Aich, Brawinkl, Lanzendorf a Zell bei Zellhof.

## Místní části
Území obce se skládá z katastrálních území  Aich, Brawinkl, Lanzendorf a Zell bei Zellhof.
Území obce zahrnuje těchto 14 sídel (počet obyvatel v závorce je uveden podle stavu k 1. lednu 2022:
- Aich (404), včetně sídla s názvem Ellerberg
- Bad Zell (1391)
- Barndorf (69)
- Brawinkl (157)
- Erdleiten (152)
- Feibmühle (8)
- Haselbach (49)
- Hirtlhof (120)
- Lanzendorf (154), včetně sídla s názven Haida
- Maierhof (97)
- Riegel (151)
- Weberberg (83)
- Wolfgrub (5)
- Zellhof (136)

## Historie
Oblast mezi Aistem a Naarnem předal v polovině 9. století východní markrabě Wilhelm (doloženo 853) klášteru Sankt Emmeram v Řezně. V roce 1287 se Zell dostal v léno do rodu Kuenringerů, v roce 1440 do rodu Tanböcků a nakonec v roce 1536 do rodu Jörger von Tollet, který Zell koupil osvobozený od řezenské feudální suverenity.
První písemná zmínka o Bad Zell pocházím z roku 1208 jako, kdy místo bylo uváděno jako  "Celle" - je zde pravděpodobně myšlen statek s přidruženou kaplí (viz tržní erb). Na počátku 13. století se kolem nádvoří u Celle rozvinul plánovaný trh. Po Řezenském feudálním panství byl Zell podřízen příslušným majitelům panství Prandegg a Zellhof. Zničení nastalo během husitských vpádů (1424/32), českých pohraničních válek (1468) a uherských vpádů (1477/1486). Historie vypráví o pěti velkých tržních požárech (naposledy v roce 1869). Hospodářsky získal Zell velký význam díky své výhodné poloze na bývalé mulské stezce mezi Dunajem a Čechami. V 16. století bylo město baštou protestantismu, který podporoval především šlechtický rod Jörgerů. Po rekatolizaci a vyhnání rodiny Jörgerů se Zell počátkem 18. století vyvinul ve významné mariánské poutní místo. V roce 1740 se v Zellu uskutečnil jeden z posledních a největších čarodějnických procesů v Horním Rakousku (tzv. Wagenlehnerův proces), při kterém byla vyvražděna a popravena téměř celá rodina.
V posledních dnech války v roce 1945, nebo dokonce po oficiálním konci druhé světové války, byl Zell stále dějištěm krvavých bitev. V 50. letech 20. století začal výzkum léčivých vod v Hedwigsbründlu. Hornorakouská zemská vláda oficiálně vyhlásila léčivý pramen (radon) a stavbu lázeňského domu na počátku 70. let 20. století. Zell u Zellhofu je lázeňským místem od roku 1976 (změna názvu na Bad Zell).
Tržní náměstí je půdorysně řešeno jako podlouhlé trojúhelníkové náměstí, přičemž kostel (jihovýchodně od náměstí) je zřetelně osazen. Samotné náměstí ukazuje historické městské budovy s měšťanskými domy ze 16. až 19. století.

## Pamětihodnosti
- Katolický farní kostel sv. Jana Křtitele, byl doložen v letech 1261/1278. V letech 1740 až 1784 byl farní kostel v Bad Zell důležitým poutním místem. Kostel byl původně románská stavba s gotickými a pozdně gotickými přestavbami, trojlodní, patrová stavba s pozoruhodnými klenebními žebry (žebra, síťová žebra) z doby kolem 1470-1510, s dalšími součástmi ze stejné doby (věž, kněžiště, kaple krypty, jižní portál, západní galerie). Varhany jsou od Leopolda Breinbauera z roku 1902. Ve kostele zvoní pět zvonů (f, g, b, cis, dis), druhý největší zvon pochází z roku 1524 a čtvrtý zvon ze 14. století.

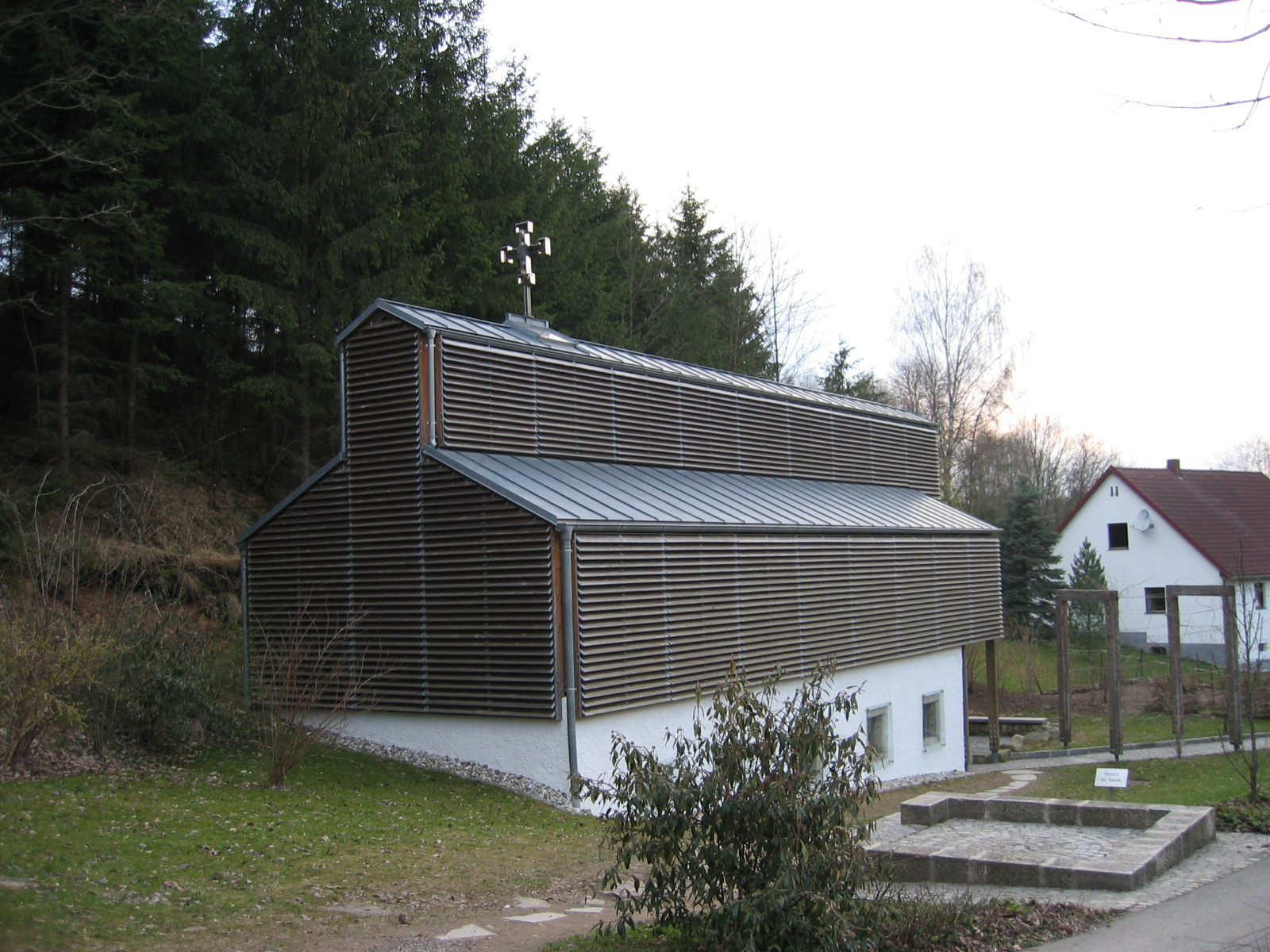
Kaple nad pramenem Hedwigsbründl

- Léčivý pramen HedwigsbründlKaple nad pramenem Hedwigsbründl